# 朴君
朴君（： Park Gun，1986年3月9日—），本名為朴俊宇（韓語：박준우），是韓國Trot男歌手，前職業軍人。2021年因出演SBS電視台的節目《我家的熊孩子》，成功打開個人知名度，並進入Trot歌手品牌形象榜第9名。

## 經歷
由於母親癌症晚期，15歲起自力更生。前職為特種兵上士，為了追求歌手夢想，2020年正式退役。
2019年參加「喝一杯」歌手網路試鏡活動獲選，33歲才以Trot歌手朴君的身分出道。
1986年出生於蔚山，是獨生子。「在我很小的時候，我的父母就因為性格不合而離異，我和媽媽一起長大。」

小學四年級的時候，家裡有了第一台冰箱，據說他年輕時經常搬家。

初二15歲的時候，媽媽被查出患有晚期尿道癌，預計只能活7個月。

他在一家中餐館打工了大約6年，直到高三為止，以支付生活費和媽媽的住院費，但他卻獲得了全校第一名，獲得了獎學金，甚至擔任了學生會會長。

高中畢業，拿到了獎學金，所以進入了大學的食品營養系，「但是當我發現獎學金只有一個學期時，我立即退學了。」(20210308上姜虎東的飯心口述）

「送外賣到彥陽客運站的時候，看到特戰副士官招募海報，因為看到有提供工資，考慮到滿20歲當兵，無經濟來源可提供母親醫療，故選擇報考特戰士。」（20220123與神對局口述）

2022年4月26日與曾經一起主持節目《照亮你的日常》的Trot歌手前輩韓英舉行婚禮

## 榮譽
2020年9月，被消防廳委任爲名譽消防官。
2021年5月，任命為蔚山市公關大使。
2021年11月，任命為韓國網式足球協會宣傳大使。
2021年12月，榮獲韓國最佳品牌大獎（Korea Best Brand Awards）新人歌手獎。
2021年12月18日，榮獲2021 SBS演藝大獎（真人秀類）新人獎。參與演出的節目《我家的熊孩子》也同時榮獲2021 SBS演藝大獎的大獎。

## 音樂作品
- 2019.09.17 <單曲專輯：喝一杯（One shot）>
- 2021.11.28 <單曲專輯：不要掉頭（Do Not U-turn）>

## 綜藝節目
| 西元 | 電視台    | 節目                                      | 備註                   |
| ---- | --------- | ----------------------------------------- | ---------------------- |
| 2020 | SBS       | Trot神來了2: LAST CHANCE                  | 參賽者                 |
| 2021 | SBS       | 我家的熊孩子                              |                        |
| 2021 | Channel A | 鋼鐵部隊                                  |                        |
| 2021 | skyTV     | 鋼鐵部隊                                  |                        |
| 2021 | SBS       | 點亮你的日常生活 (당신의 일상을 밝히는가) | MC                     |
| 2021 | MBN       | 和螞蟻玩耍的紡織娘 (개미랑 노는 베짱이)   | MC                     |
| 2021 | Youtube   | Cigna人生計程車 (라이나인생택시)          | MC                     |
| 2022 | SBS       | 新年特輯 共生的法則 (공생의 법칙)         | 金炳萬、裵正楠共同出演 |

嘉賓出演
- 2021年2月20日至5月1日:《叢林的法則》第五季 EP438-442 先驅者, EP443-445 生存大師, EP446-448 濟州的春天定律
- 2021年3月8日:《姜鎬童的飯心 밥은 먹고 다니냐? 강호동의 밥심》與羅尚道、金蓮子
- 2021年3月16日:《屋塔房的問題兒童們》EP121 與洪箴言
- 2021年6月1日: SBS《戀愛道士》EP3（EP4、EP5 只出演一小部分）
- 2021年6月10日至7月1日:《都市漁夫3》EP6、EP7、EP8、EP9 與吳鐘赫、黃忠元
- 2021年6月27日及7月4日:《家師父一體》EP178, 179 一日弟子
- 2021年6月23日: tvN Don't Touch Me EP5 與羅尚道
- 2021年6月23日、6月30日及7月21日:《綫上集市》E02、E03、E06
- 2021年7月1日: KBS《說vival》EP21
- 2021年7月21日: Mnet《TMI News》EP76 與申仁善
- 2021年7月21日:《黄金渔场Radio Star》EP740 與林采茂、李準赫、吳鐘赫
- 2021年7月21日及7月28日: 《撿採訪》EP8、EP9（油管頻道 康男主持）
- 2021年9月4日:《認識的哥哥》EP296 與吳鐘赫、崔英才
- 2021年9月7日: MBC《Video Star》與吳鐘赫、崔英才、安泰煥、金敏俊（金範錫）
- 2021年9月10日:《與神同飲2》
- 2021年9月23日:《Cook King 料理王的誕生》
- 2021年9月23及9月30日:《都市漁夫3》EP19、EP20 與2PM張祐榮
- 2021年11月6日:《不朽的名曲：傳說在歌唱》Vibe篇 與鋼鐵部隊成員
- 2021年11月13日: SK Broadband Btv《享受大邱 夜遊遠征隊》與羅尚道、田祉潤、金敏璟
- 2021年11月15日: tvN《刀的戰爭 칼의 전쟁》EP02 主持人 都慶完、李燦元
- 2021年11月16日: KBS《喜欢唱歌 노래가 좋아 （页面存档备份，存于）》EP233
- 2022年1月23日：MBN《與神對局 신과 한판》 EP02 主持人 金九拉、黃光熙、都慶完
- 2022年1月29日:《認識的哥哥 新春特輯》EP317 與2PM Jun. K、張祐榮，MONSTA X 民赫、周憲，THE BOYZ Q、柱延、ASTRO 文彬、產賀，歌手羅泰柱

## 外部連結
- 朴君的Instagram帳戶本人
- 官方网站 （页面存档备份，存于）